# Punta Alta (la Palma d'Ebre)
La Punta Alta és una muntanya de 400 metres que es troba al municipi de la Palma d'Ebre, a la comarca catalana de la Ribera d'Ebre.